# Proizvodnja vodika
Vodik je najlakši i najrasprostranjeniji element u svemiru. Po broju atoma u svemiru ga ima oko 90°%, odnosno čini 75% mase svemira. Na Zemlji je najviše zastupljen u obliku vode, koja prekriva dvije trećine ukupne površine. Sastavni je dio mnogih organskih spojeva i kiselina. Kemijski je vrlo reaktivan i rijetko se pojavljuje kao slobodan atom. Kao plin lakši je od svih ostalih plinova i 14,4 puta lakši od zraka.
Ima brojne primjene u industriji, a ponajviše u kemijskoj, gdje odlazi oko dvije trećine svjetske proizvodnje vodika. Također se koristi u prehrambenoj industriji, elektroindustriji, pri toplinskoj obradi kao zaštitni plin, kao gorivi plin, itd. U današnje vrijeme sve više se govori o vodiku kao alternativnom energentu budućnosti.

## Osobine vodika
Neka od najvažnijih fizikalnih svojstava vodika navedeni su u tablici.
| Plinska konstanta | Specifična toplina | Gustoća (plinovito stanje) | Gustoća (tekuće stanje) | Donja ogrjevna moć | Gornja ogrjevna moć |
| ----------------- | ------------------ | -------------------------- | ----------------------- | ------------------ | ------------------- |
| 4125 kJ/kgK       | 14 200 kJ/kgK      | 0,09 kg/m3                 | 70,9 kg/m3              | 121 MJ/kg          | 141,80 MJ/kg        |

## Proizvodnja vodika iz fosilnih goriva
Najveći dio vodika trenutno se dobiva iz fosilnih goriva. Proizvodnja vodika iz fosilnih goriva obuhvaća katalitičko reformiranje prirodnog plina te parcijalnu oksidaciju teških naftnih derivata, odnosno ugljena. Zbog sve veće potrebe i zahtjeva za smanjenjem štetnih emisija, ali i radi iscrpljenja zaliha goriva, sve više se radi na razvoju novih tehnologija, koje koriste obnovljive izvore energije.

### Proizvodnja vodika iz prirodnog plina
Ovo je trenutno najjeftinija metoda na koju otpada oko polovice svjetske proizvodnje. Prirodni plin je smjesa metana s udjelima etana, propana i viših ugljikovodika.
Tri su kemijska procesa proizvodnje vodika iz prirodnog plina:
- reformiranje plina
- parcijalna oksidacija
- autotermalno reformiranje

#### Reformiranje plina
Ovaj proces uključuje endotermnu pretvorbu metana i vodene pare, čijim miješanjem nastaju vodik i ugljikov monoksid. Proces se odvija na temperaturama od 700 do 850°C i pri tlaku od 3 do 25 bara. Plin koji nastaje sadrži oko 12 % ugljikovog monoksida, koji se dalje može pretvoriti u ugljikov dioksid i vodik.
CH4 + H2O + toplina → CO + 3H2
CO + H2O → CO2 + H2 + toplina

#### Parcijalna oksidacija
Kod parcijalne oksidacije prirodnog plina, djelomičnim izgaranjem metana nastaju vodik i ugljikov monoksid. U ovom procesu toplina se dobiva egzotermnom reakcijom, stoga je moguć kompaktan dizajn postrojenja jer nema potrebe za vanjskim zagrijavanjem reaktorom.
CH4 + ½O2 → CO + 2H2 + toplina

#### Autotermalno reformiranje
Autotermalno reformiranje je kombinacija reforimiranja plina i parcijalne oksidacije. Ova reakcija je egzotermna, pa se oslobađa toplina. Izlazna temperatura plina je između 950 i 1100°C, a tlak može biti i do 100 bara. I ovdje se iz nastalog vodenog plina dobiva vodik na način da se plin pomiješa s vodenom parom i provodi preko katalizatora. Potreba za pročišćavanjem nastalih plinova značajno podiže troškove i smanjuje ukupnu učinkovitost postrojenja.

### Proizvodnja vodika iz ugljena
Vodik se može proizvesti iz ugljena putem različitih postupaka rasplinjavanja. Ovo je najstarija metoda proizvodnje vodika.
Postupak rasplinjavanja ugljena izvodi se na visokim temperaturama (oko 900°C) pri čemu ugljen prelazi u plinoviti oblik, miješa se s parom te nastaje plin koji se sastoji od vodika i ugljikovog monoksida, koji se može koristiti za proizvodnju električne energije. Ovako proizveden plin je efikasniji i ekološki prihvatljiviji od plina dobivenog tradicionalnim spaljivanjem ugljena.
C + H2O + toplina → CO + H2
Budući da je ova rekcija endotermna, potrebno je dovoditi toplinu procesu. Nastali ugljikov monoksid se dalje pretvara u vodik i ugljikov dioksid.
Proizvodnja vodika iz ugljena je poznatija, ali dosta složenija od proizvodnje iz prirodnog plina. Budući da je ugljen izdašan u mnogim dijelovima svijeta, a vjerojatno će se koristiti kao energent bez obzira na to, potrebno je pronaći čišće tehnologije za njegovu upotrebu.

### Reformiranje plazmom
Znanstvenici s MIT-a (Massachusetts Institute of Technology) razvili su tehnologiju koja koristi plazmu za reformiranje ugljikovodika (Plasmatron). Prednost plazmatskoga reformatora je ta što može koristiti sve vrste ugljikovodika, uključujući i tešku sirovu naftu. Također može raditi u pirolitičkom režimu (bez prisustva kisika), što eliminira nastanak ugljikovog dioksida, a iz ugljika nastaje čađa. Isto tako plazmatski reformator ima kompaktniji i jednostavniji dizajn od tradicionalnih reformatora, a i reakcija se odvija brže. Plasmatron radi na temperaturama preko 2000°C te nastaje 80-90% vodika. Glavni nedostatak je relativno visoka potrošnja električne energije.

## Proizvodnja vodika iz obnovljivih izvora energije
Kao što je već spomenuto, vodika na Zemlji ima u velikim količinama, a ponajviše u vodi. Razlaganje vode na kisik i vodik je proces koji zahtjeva energiju. Ako se za taj proces koristi obnovljiva energija, nastali vodik će također biti potpuno obnovljivi energent. 
U nastavku su opisani neki postupci dobivanja vodika iz obnovljivih izvora.

### Elektroliza vode
Elektroliza vode je elektrokemijski postupak kojim se voda razlaže na vodik i kisik zbog djelovanja vanjskog izvora napona zbog kojeg električna struja prolazi kroz vodu. Električni izvor napajanja spojen je na dvije elektrode, ili dvije ploče (obično od inertnog metala kao što su platina ili nehrđajući čelik) koje se nalaze u vodi. Voda se spontano razlaže na vodik i kisik, jer pri standardnim uvjetima Gibbsova slobodna energija navedenog procesa iznosi 474,4 kJ/mol (radi se o endotermnom procesu). Iz tog se razloga elektroliza vode provodi u elektrolitičkoj ćeliji, koja se sastoji od dvije inertne elektrode (obično platinske) uronjene u vodu, koje služe kao anoda i katoda u procesu elektrolize. Elektroliza počinje primjenom vanjskog izvora napona između elektroda u prisutnosti elektrolita (npr. natrijevog klorida ili sumporne kiseline) ili dovođenjem iznimno velike količine napona (ako se ne upotrebljava elektrolit). Elektrolitskom disocijacijom će se vodik pojaviti na katodi (negativno nabijenoj elektrodi) zbog redukcije, a kisik će se pojaviti na anodi (pozitivno nabijenoj elektrodi) zbog procesa oksidacije. Ioni nastali elektrolitskom disocijacijom privučeni su na elektrode suprotnih naboja.
Ovo je najjednostavniji i ekološki najbolji, ali i skup proces proizvodnje vodika. Električna energija za ovaj proces može se dobiti iz obnovljivih izvora (hidroenergija, vjetar, biomasa, itd.). Postoji više vrsta elektrolizatora, a neki su objašnjeni u daljnjem tekstu.

#### Alkalni elektrolizatori
U alkalnom elektrolizatoru najčešće se koristi 25%-tna otopina kalijevog hidroksida. Ovakva proizvodnja vodika započela je 1928. godine u Norveškoj, a dobiveni vodik koristio se za proizvodnju amonijaka. Norsk Hydro Elektrolysers (NHE) danas je vodeći proizvođač alkalnih elektrolizatora, a neki njihovi elektrolizatori imaju učinkovitost i do 80%. Elektrolizatori su najučinkovitiji kada rade s niskom stopom proizvodnje pri malim gustoćama električne struje. Ovo je trenutno najrazvijenija tehnologija proizvodnje vodika.
NHE i Gesellschaft für Hochleistungwasserelektrolyseure (GHW) razvili su kompaktni sustav elektrolize koji može proizvesti vodik za opskrbu standardne benzinske crpke. Ovi elektrolizatori rade pri povišenom tlaku, a nastaje vodik pri tlaku oko 30 bara.

#### PEM elektrolizatori (Polymer electrolyte membrane)
Ovo je relativno novija tehnologija u usporedbi s alkalnim elektrolizatorima. PEM elektrolizatori koriste polimerni elektrolit koji radi na temperaturama 700 do 900°C. Bolji su za manje sustave s promjenjvom izlaznom snagom. Predviđa se da bi u budućnosti mogli dosegnuti učinkovitost od preko 90%. Međutim danas još uvijek imaju nižu učinkovitost od alkalnih elektrolizatora. Vrlo dobro funkcioniraju s električnim sustavima na obnovljive izvore energije. 

#### Parni elektrolizatori
Ovaj elektrolizator koristi keramički elektrolit koji provodi ione. Može postći vrlo visoke stupnjeve učinkovitosti. Također može raditi na visokim temperaturama (do 850°C).

#### Fotoelektroliza
Proces se odvija u fotonaponskim člancima s katalizatorom koji djeluje kao elektrolit i razdvaja vodik i kisik izravno na površini ćelije uz prisutsvo sunčeve energije. Budući da nije potrebna električna energija, smanjeni su gubitci i troškovi, odnosno povećana je učinkovitost sustava. Ovakav način proizvodnje vodika može se provoditi kod velikih solarnih elektrana gdje temperatura vode dosiže i do 2000°C pri čemu se razdvaja na vodik i kisik.

### Rasplinjavanje biomase
Maseni udio vodika u biomasi je oko 6-6,5% u odnosu na skoro 25% udjela prirodnog plina. Proces proizvodnje vodika iz biomase sličan je rasplinjavanju prirodnog plina. Pri visokim temperaturama biomasa prelazi u plin koji se uglavnom sastoji od vodika, metana i ugljikovog monoksida. Ovakvom plinu se dovodi para koja uzrokuje reformiranje metana u vodik i ugljikov monoksid. Zatim se određenim postupcima smanjuje udio ugljikovog monoksida u smjesi, a povećava udio vodika. Ovaj plin se može koristiti u gorivim člancima za proizvodnju električne energije. Kao nusprodukt nastaje ugljikov dioksid, ali se smatra neutralnim glede stakleničkih plinova, jer bi svakako nastao iz biomase njenim raspadanjem. U usporedbi s drugim sustavima za proizvodnju električne energije iz biomase, ovaj sustav postiže višu učinkovitost (preko 30%).

## Primjena vodika
Vodik se koristi u mnogim industrijskim procesima i sektorima. Neke od tehnologija koje koriste vodik prikazane su u nastavku.

### Gorivni članci
Gorivne članke izumio je Sir William Grove, a patentirao 1839. godine. Pomoću gorivnih članaka dobiva se električna energija iz vodika. Kada se vodik zapali dolazi do reakcije s kisikom i nastaje voda, a oslobađa se energija u obliku topline. U gorivnom članku proces je podijeljen na dva dijela. Oba procesa odvijaju se na suprotnoj strani elektrolita, koji razdvaja plinove, ali propušta ione. Negativno nabijeni elektroni kreću se u strujnom krugu. Dio kemijske energije izravno se pretvara u električnu energiju. Teoretski, preko 80% kemijske energije može se pretvoriti u električnu. U stvarnosti je učinkovitost nešto niža, ali je i dalje viša u odnosu na tradicionalne tehnologije. Gorivni članci su dosta slični baterijama, ali oni proizvode energiju dok god ima goriva.

### Hibridna vozila
Hibridna vozila rade uz pomoć električne energije i motora s unutrašnjim izgaranjem. Ova su vozila skuplja od klasičnih, ali se ti novci ubrzo isplate, jer im je potrošnja goriva upola manja, dok su vozne karakteristike ostale iste. Serijski hibridni sustav se uglavnom koristi kod osobnih vozila, te se kod tog sustava baterija za električni motor koristi samo u slučajevima kada vozilo mora naglo ubrzati ili se kreće nizbrdo, a ostalo se vrijeme koristi glavni motor. Obujam klasičnog motora s unutarnjim izgaranjem se smanjuje s obzirom na to da se on koristi samo u trenucima kada je automobilu potrebna dodatna snaga, pa se tako samnjuje emisija štetnih plinova i potrošnja. Baterija koja služi kao pogon elektromotoru puni se regenerativnim kočnicama koje vraćaju tu energiju nastalu kočenjem natrag u bateriju. Samo ove dvije značajke već smanjuju potrošnju goriva za 50%, te tako potrošnju automobila svode na svega 4 litre na 100 kilometara.
Uz hibridna se vozila s nešto manje uspjeha razvijaju i električna vozila, koja nisu jednako dobro prihvaćena, iako su u početcima automobilske industrije električna vozila bila mnogo popularnija i prihvaćenija od onih na fosilna goriva. Možda je jedan od razloga njihove nepopularnosti i njihov glavni problem koji se odnosi na domet i brzinu, što znači da s jednim punjenjem električni automobil može prijeći tek oko 200 kilometara, a maksimalna brzina koju može razviti je 100 do najviše 120 kilometara na sat.